# Force Majeure
Force Majeure (bra/prt: Força Maior) é um filme sueco de comédia dramática de 2014 dirigido e escrito por Ruben Östlund. Foi selecionado como representante da Suécia à edição do Oscar 2015, organizada pela Academia de Artes e Ciências Cinematográficas. No Brasil, foi lançado pela California Filmes em 2015.
O título usado para o filme em alguns países de língua inglesa vem de força maior, uma cláusula contratual que liberta ambas as partes da responsabilidade em caso de desastres inesperados.

## Sinopse
O filme segue um casal de férias nos Alpes franceses que são surpreendidos por uma avalanche.

## Elenco
- Johannes Bah Kuhnke — Tomas
- Lisa Loven Kongsli — Ebba
- Clara Wettergren — Vera
- Vincent Wettergren — Harry
- Kristofer Hivju — Mats
- Fanni Metelius — Fanni

## Produção
As filmagens aconteceram em Les Arcs, uma estação de esqui em Savoie, França. Antes de entrar na escola de cinema, Ruben Östlund havia criado filmes de esqui, e queria usar seu conhecimento e experiência a partir disso em um filme preocupado com questões existenciais.

## Recepção
No Rotten Tomatoes, o filme tem 94% de aprovação, com base em 156 avaliações. O consenso crítico do site diz: "Alegremente desconfortável, Force Majeure é um drama de relacionamento difícil de assistir — e igualmente difícil de ignorar." No Metacritic, o filme tem uma pontuação de 87 em 100, com base em 37 avaliações, indicando "aclamação universal".

## Prêmios
O filme foi selecionado para concorrer na seção Un Certain Regard no Festival de Cannes de 2014 onde ganhou o Prêmio do Júri. Também foi exibido na seção de Apresentações Especiais do Festival Internacional de Cinema de Toronto de 2014.
O filme foi indicado para o Prêmio de Filme do Conselho Nórdico de 2014. Também foi selecionado como a entrada sueca para o melhor filme estrangeiro no 87.ª Oscar, fazendo a primeira rodada de lista curta, mas não foi um indicado. Foi indicado para Globo de Ouro de melhor filme em língua estrangeira nos 72º Globo de Ouro.
No 50.ª Guldbagge na Suécia ganhou melhor filme, melhor diretor, melhor ator coadjuvante, melhor roteiro, melhor cinematografia e melhor edição e foi indicado para melhor ator, melhor atriz, melhor atriz coadjuvante e melhor edição de som.

## Refilmagem
Uma refilmagem em inglês do filme estrelado por Will Ferrell e Julia Louis-Dreyfus, intitulada Downhill, foi lançado em 2020.